# 済生会御所病院
済生会御所病院（さいせいかいごせびょういん）は、奈良県御所市にある民間病院。

## 沿革
- 1937年3月 - 開院。
- 1963年5月 - 現在地に新築移転。
- 2002年8月 - 増改築工事が完了。

## 診療科
- 内科
- 感染症内科
- 外科・消化器外科
- 心臓血管外科
- 整形外科
- 脳神経外科
- 眼科
- 小児科
- 泌尿器科
- 産婦人科
- 皮膚科
- 耳鼻咽喉科
- 麻酔科
- 放射線科
- リハビリテーション科

## 交通アクセス
- JR和歌山線御所駅より徒歩約10分。
- 近鉄御所線御所駅より徒歩約5分。